# Подразделение 8200

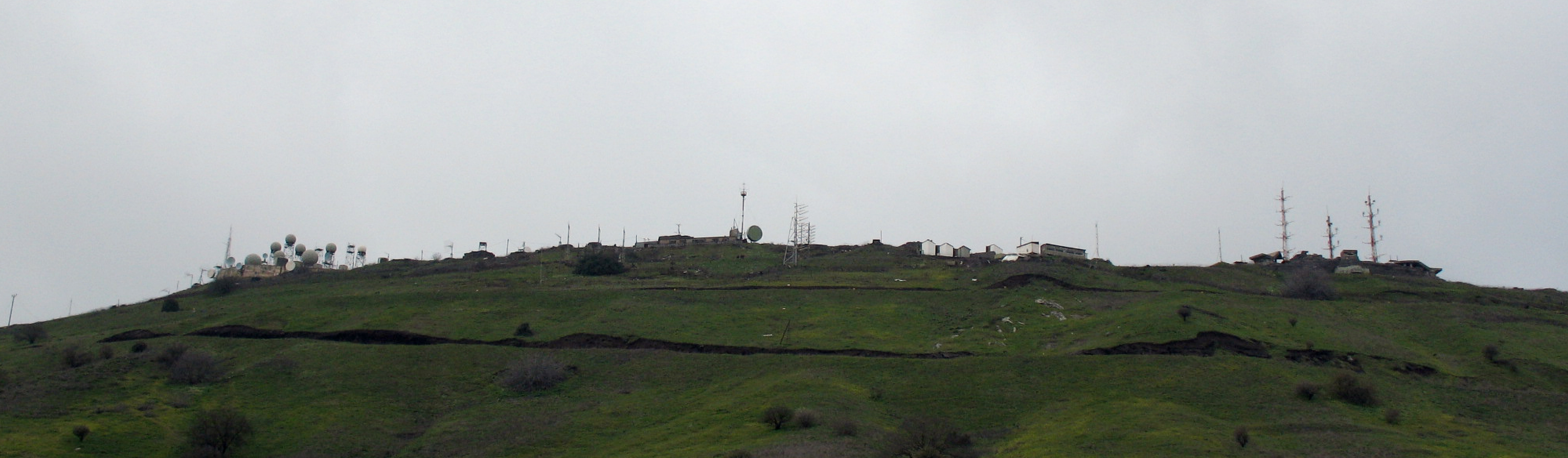
База «Подразделения 8200» на горе Авиталь

Подразделение 8200 (ивр. יחידה 8200‎, читается как йехида́ шмоне́ мата́им) — израильское подразделение радиоэлектронной разведки, входящее в Управление военной разведки («АМАН») Армии обороны Израиля, занимающееся, в том числе, сбором и декодированием радиоэлектронной информации и другими операциями. Согласно некоторым источникам, является одним из самых крупных таких подразделений в мире. В англоязычных военных публикациях известно как «Central Collection Unit of the Intelligence Corps».

## История
«Подразделение 8200» было создано в 1952 году. Сначала оно размещалось в Яффо, в качестве технической базы использовались закупленные послевоенные излишки американского военного оборудования. Первое название: «Разведывательное подразделение № 2» (затем — № 515, до войны Судного дня: № 848). В 1954 году оно было переведено в район развязки Глилот.

## Структура
«Подразделение 8200» является самым крупным подразделением в Армии обороны Израиля (АОИ), имеющее в своем составе нескольких тысяч военнослужащих. По исполняемым им функциям, оно сопоставимо с Агентством национальной безопасности США. Административно оно является подразделением «Управления войсковой разведки», входящей в «Службу военной разведки» (АМАН). Его командир имеет звание бригадного генерала, имя его держится в секрете.
Составной частью «Подразделения 8200» является «База радиоэлектронной разведки», расположенная в Негеве близ кибуца Урим в 30 км от города Беер-Шева В марте 2004 года комиссия, расследовавшая результаты деятельности органов разведки по итогам войны в Ираке рекомендовала вывести базу радиоэлектронной разведки из подчинения АОИ и преобразовать её в гражданскую службу, как это сделано в других западных странах, однако это предложение до сих пор реализовано не было.

## Предполагаемые операции и неудачи
Согласно Le Monde Diplomatique, в числе известных достижений «Подразделения 8200»:
 … обычно называют прослушивание телефонных разговоров между египетским президентом Гамалем Абделем Насером и королём Иордании Хусейном в первый день Шестидневной войны, и перехват телефонного звонка Ясира Арафата главарю террористической группы, захватившей круизный лайнер «Акилле Лауро» в Средиземном море в 1985 году.
В 2010 году газета Нью-Йорк таймс цитировала бывшего сотрудника разведывательного сообщества США, утверждавшего, что это подразделение отвечало за отключение сирийских ПВО во время операции по уничтожению предположительно строящегося ядерного объекта, относимой на счет Израиля.
«Подразделение 8200» также подозревают в распространении компьютерного вируса Stuxnet, поразившего в 2010 году ряд промышленных компьютеров, в том числе, на иранских ядерных объектах (см. Операция «Олимпийские игры» — кибератака на иранский завод по обогащению урана в Нетензе). Иран сообщал о 45 тысячах зараженных в целом по стране компьютерах; западные эксперты считали, что реальное их число значительно больше.
Ронен Бергман в своей изданной в 2009 году книге «Секретная война с Ираном», отмечая и успехи «Подразделения 8200», писал об инциденте с подброшенным Хезбаллой мобильным телефоном. Он был найден, наряду с автоматами АК-47, после атаки Хезбаллы на штаб батальона Армии Южного Ливана в феврале 1999 года, после чего был передан для разработки в секретную лабораторию Подразделения. При подключении зарядного устройства к телефону он взорвался, в результате чего два офицера были серьёзно ранены.

## «Выпускники» подразделения
Бывших сотрудников подразделения можно найти на ведущих позициях в наукоемкой промышленности Израиля в таких компаниях, как Check Point, ICQ, NICE Systems, AudioCodes, Gilat, PayPal Israel и других. Одним из тех, кто служил в подразделении, является журналист и писатель Рон Лешем, автор романа «Бофор».